# Partecipanti al Giro dei Paesi Baschi 2002
Elenco dei partecipanti al Giro dei Paesi Baschi 2002.
Alla competizione presero parte 19 squadre, ciascuna delle quali composta da otto corridori, per un totale di 152 ciclisti.

## Corridori per squadra
| Lampre-Daikin     | Lampre-Daikin           | Lampre-Daikin     | Fassa Bortolo       | Fassa Bortolo            | Fassa Bortolo       | Team Telekom             | Team Telekom              | Team Telekom             |
| ----------------- | ----------------------- | ----------------- | ------------------- | ------------------------ | ------------------- | ------------------------ | ------------------------- | ------------------------ |
| 1                 | Raimondas Rumšas        | R 5ª              | 11                  | Francesco Casagrande     | R 2ª                | 21                       | Aleksandr Vinokurov       | 7º                       |
| 2                 | Pavel Tonkov            | 26º               | 12                  | Wladimir Belli           | 36º                 | 22                       | Andreas Klöden            | R 3ª                     |
| 3                 | Juan Manuel Gárate      | 60º               | 13                  | Ivan Basso               | R 5ª                | 23                       | Torsten Hiekmann          | R 3ª                     |
| 4                 | Mariano Piccoli         | R 4ª              | 14                  | Marco Velo               | 58º                 | 24                       | Bobby Julich              | R 3ª                     |
| 5                 | Massimo Codol           | 35º               | 15                  | Kim Kirchen              | R 2ª                | 25                       | Giuseppe Guerini          | R 2ª                     |
| 6                 | Simone Bertoletti       | 55º               | 16                  | Rinaldo Nocentini        | R 3ª                | 26                       | Rolf Aldag                | R 5ª                     |
| 7                 | Sergio Barbero          | R 4ª              | 17                  | Oscar Pozzi              | 70º                 | 27                       | Udo Bölts                 | 24º                      |
| 8                 | Alessandro Cortinovis   | R 4ª              | 18                  | Gorazd Štangelj          | 53º                 | 28                       | Sergej Jakovlev           | R 3ª                     |
| Rabobank          | Rabobank                | Rabobank          | Mapei-Quick Step    | Mapei-Quick Step         | Mapei-Quick Step    | Lotto-Adecco             | Lotto-Adecco              | Lotto-Adecco             |
| 31                | Michael Boogerd         | 4º                | 41                  | Stefano Garzelli         | 9°                  | 51                       | Rik Verbrugghe            | 16º                      |
| 32                | Levi Leipheimer         | 41º               | 42                  | Andrea Noè               | 8°                  | 52                       | Mario Aerts               | 5º                       |
| 33                | Beat Zberg              | 13º               | 43                  | Luca Paolini             | R 5ª                | 53                       | Christophe Detilloux      | R 2ª                     |
| 34                | Grischa Niermann        | 48º               | 44                  | Stefano Zanini           | R 4ª                | 54                       | Kurt Van Lancker          | R 4ª                     |
| 35                | Marc Lotz               | 54º               | 45                  | Elio Aggiano             | 71º                 | 55                       | Gennadij Michajlov        | R 3ª                     |
| 36                | Geert Verheyen          | 42º               | 46                  | Cadel Evans              | 6º                  | 56                       | Kurt Van De Wouwer        | 59º                      |
| 37                | Thorwald Veneberg       | 64º               | 47                  | Luca Scinto              | R 2ª                | 57                       | Ief Verbrugghe            | R 2ª                     |
| 38                | Bram de Groot           | 65º               | 48                  | Dario David Cioni        | R 5ª                | 58                       | Christophe Brandt         | 40º                      |
| iBanesto.com      | iBanesto.com            | iBanesto.com      | Cofidis             | Cofidis                  | Cofidis             | ONCE                     | ONCE                      | ONCE                     |
| 61                | Unai Osa                | 22º               | 71                  | Íñigo Cuesta             | R 5ª                | 81                       | Joseba Beloki             | R 3ª                     |
| 62                | Aitor Osa               | 1º                | 72                  | Cédric Vasseur           | 49º                 | 82                       | Igor González de Galdeano | R 4ª                     |
| 63                | Dariusz Baranowski      | 44º               | 73                  | Guido Trentin            | R 2ª                | 83                       | Abraham Olano             | 37º                      |
| 64                | Tomasz Brożyna          | R 5ª              | 74                  | Andrej Kivilëv           | R 5ª                | 84                       | Mikel Zarrabeitia         | R 5ª                     |
| 65                | José Luis Arrieta       | R 3ª              | 75                  | Daniel Atienza           | 34º                 | 85                       | Marcos Serrano            | 18º                      |
| 66                | David Latasa            | 67º               | 76                  | Bingen Fernández         | 17º                 | 86                       | Jörg Jaksche              | 15º                      |
| 67                | Francisco Vila          | 45º               | 77                  | Peter Farazijn           | 50º                 | 87                       | José Azevedo              | 19º                      |
| 68                | Juan Miguel Mercado     | 21º               | 78                  | Angelo Lopeboselli       | 73º                 | 88                       | Joaquim Rodríguez         | 62º                      |
| Alessio           | Alessio                 | Alessio           | Kelme-Costa Blanca  | Kelme-Costa Blanca       | Kelme-Costa Blanca  | Team CSC-Tiscali         | Team CSC-Tiscali          | Team CSC-Tiscali         |
| 91                | Ivan Gotti              | R 4ª              | 101                 | Aitor González           | 43º                 | 111                      | Danny Jonasson            | R 5ª                     |
| 92                | Laurent Dufaux          | R 4ª              | 102                 | Jesús Manzano            | R 2ª                | 112                      | Tyler Hamilton            | 63º                      |
| 93                | Ruslan Ivanov           | R 2ª              | 103                 | Santiago Pérez           | 28º                 | 113                      | Nicki Sørensen            | 27º                      |
| 94                | Aleksandr Šefer         | 14º               | 104                 | Gustavo Otero            | R 5ª                | 114                      | Carlos Sastre             | R 3ª                     |
| 95                | Daniele De Paoli        | 39º               | 105                 | Francisco León Mane      | R 3ª                | 115                      | Michael Rasmussen         | 38º                      |
| 96                | Pietro Caucchioli       | 25º               | 106                 | Juan José de los Ángeles | 20º                 | 116                      | Marcelino García          | 68º                      |
| 97                | Franco Pellizotti       | 11º               | 107                 | Alejandro Valverde       | 47º                 | 117                      | Francisco Cerezo          | R 3ª                     |
| 98                | Vladimir Miholjević     | 33º               | 108                 | Carlos García Quesada    | R 3ª                | 118                      | Manuel Calvente           | R 3ª                     |
| Euskaltel-Euskadi | Euskaltel-Euskadi       | Euskaltel-Euskadi | Saeco-Longoni Sport | Saeco-Longoni Sport      | Saeco-Longoni Sport | Team Coast               | Team Coast                | Team Coast               |
| 121               | David Etxebarria        | 2º                | 131                 | Gilberto Simoni          | R 5ª                | 141                      | Alex Zülle                | R 4ª                     |
| 122               | José Alberto Martínez   | R 5ª              | 132                 | Danilo Di Luca           | R 3ª                | 142                      | Francisco Lara            | 66º                      |
| 123               | Unai Etxebarria         | R 4ª              | 133                 | Igor Astarloa            | 30º                 | 143                      | Fernando Escartín         | 12º                      |
| 124               | César Solaun            | R 5ª              | 134                 | Juan Manuel Fuentes      | 72º                 | 144                      | Aitor Garmendia           | R 5ª                     |
| 125               | Igor Flores             | R 5ª              | 135                 | Oscar Mason              | R 3ª                | 145                      | Manuel Beltrán            | R 5ª                     |
| 126               | Alberto López de Munain | 69º               | 136                 | Gerrit Glomser           | 74º                 | 146                      | Luis Pérez                | R 3ª                     |
| 127               | Iñaki Isasi             | R 5ª              | 137                 | Marius Sabaliauskas      | R 3ª                | 147                      | David Plaza               | R 5ª                     |
| 128               | Samuel Sánchez          | 10°               | 138                 | Alessandro Spezialetti   | R 3ª                | 148                      | Niki Aebersold            | R 2ª                     |
| AG2R Prévoyance   | AG2R Prévoyance         | AG2R Prévoyance   | Relax-Fuenlabrada   | Relax-Fuenlabrada        | Relax-Fuenlabrada   | Jazztel-Costa de Almería | Jazztel-Costa de Almería  | Jazztel-Costa de Almería |
| 151               | Íñigo Chaurreau         | 51º               | 161                 | Antonio Colom            | 31º                 | 171                      | Juan Carlos Guillamón     | R 4ª                     |
| 152               | Mikel Astarloza         | 56º               | 162                 | José Manuel Maestre      | 46º                 | 172                      | Rafael Casero             | 29º                      |
| 153               | Aleksandr Bočarov       | 52º               | 163                 | Nacor Burgos             | R 3ª                | 173                      | José Antonio Garrido      | 61º                      |
| 154               | Alexandre Grux          | R 3ª              | 164                 | Óscar Laguna             | 57º                 | 174                      | Pedro Díaz Lobato         | R 4ª                     |
| 155               | Thierry Loder           | R 1ª              | 165                 | José Manuel Vázquez      | R 4ª                | 175                      | Ricardo Valdés            | R 4ª                     |
| 156               | Christophe Oriol        | R 3ª              | 166                 | David Vázquez            | R 3ª                | 176                      | Gonzalo Bayarri           | 3º                       |
| 157               | Nicolas Portal          | R 4ª              | 167                 | Sergio Pérez             | R 3ª                | 177                      | Gustavo Toledo            | R 5ª                     |
| 158               | Ludovic Turpin          | R 3ª              | 168                 | César García Calvo       | R 3ª                | 178                      | Darío Gadeo               | R 4ª                     |
| Gerolsteiner      |                         |                   |                     |                          |                     |                          |                           |                          |
| 181               | Davide Rebellin         | 23º               |                     |                          |                     |                          |                           |                          |
| 182               | Gianni Faresin          | R 2ª              |                     |                          |                     |                          |                           |                          |
| 183               | Volker Ordowski         | R 3ª              |                     |                          |                     |                          |                           |                          |
| 184               | Daniele Contrini        | R 3ª              |                     |                          |                     |                          |                           |                          |
| 185               | Ellis Rastelli          | R 5ª              |                     |                          |                     |                          |                           |                          |
| 186               | Tobias Steinhauser      | R 2ª              |                     |                          |                     |                          |                           |                          |
| 187               | Marcel Strauss          | 75º               |                     |                          |                     |                          |                           |                          |
| 188               | Torsten Schmidt         | R 4ª              |                     |                          |                     |                          |                           |                          |